# 蛮勇なり
『蛮勇なり』（ばんゆうなり）は、笠原倫による日本の漫画作品。『ヤングチャンピオン』（秋田書店）にて連載されていた。全29話。創刊されたばかりの『ヤングチャンピオン』で連載された漫画で、任侠道を貫く主人公・黒須巽と、巽と深い友情で結ばれる大門小鉄、宿敵であり後に共闘する人斬りヤクザの京極醒児たちと、日本を手中に収めようとする六道教団との戦いが物語りの主軸である。人間が斬殺されたり撲殺されたりして、脳や内臓や骨が露出する等、残酷描写が多いのが特徴である。

## あらすじ
時代は西暦1999年。10年前の1989年に原因不明の地盤沈下により東京都心の首都機能が麻痺したため、政府は北関東に一大都市を建設。しかし、世界的な不況の煽りで産業は停滞し失業率は上昇。そして1年前の原発事故により、多くの住人や企業が去り、北関東の治安は乱れ、無法地帯と化していった…。
荒廃した北関東で、日に日に信者を増やし勢力を拡大する六道教団を探るべく、公安調査官の大門小鉄が北関東刑務所に潜入することになった。大門はそこで出会ったヤクザ・黒須巽と深い友誼を結ぶことになる。六道教団の教主・冥王を兄貴分の仇と狙う巽は、大門や宿敵・京極醒児も交え、クーデターを目論む教団との血みどろの修羅の戦いに身を投じる。

## 登場人物
黒須 巽（くろす たつみ）
主人公。背中に「六根清浄（ろっこんしょうじょう）」の刺青を背負っている。
剣術の達人で、その腕の冴えは短刀を遣っても変わることはなく、出刃包丁で石像を切断することも出来る。
関東駄留間組の若頭で、兄貴分の舘容介を殺した仇である冥王を討つため、殺人の罪で懲役7年3か月の実刑を受け、六道教団と繋がりのある北関東刑務所に入った。しかし、服役中に破門される。
京極に斬られたことで視神経にダメージを負い、そのため目の焦点が合わなくなることが頻繁に起こるようになる。
暴動の裏で暗躍していた冥王を討とうとするが、失敗。絶体絶命の危機に陥るが、大門に救出される。毒針を刺され、重傷を負い、瀕死であったが、鬼と化した大門の血を輸血され、不死身の生命力を得、また常人離れした膂力も身につける。
宿敵である京極が弓香を連れて教団や組から離反した後、京極に自分の血を輸血し、共闘する。
大門 小鉄（だいもん こてつ）
特命公安調査官。身長1メートル99センチの巨漢。特命調査官としてマインドコントロール能力を鍛え上げられており、どんな自白剤やポリグラフを使っても、自白することも精神を乱すことも無い。
六道教団を探るため刑務所に潜入した際に、巽と知り合う。それ以来、巽に惚れ込み、危険を冒してまで彼を助けるが、そのために自分が囚われの身となり、洗脳されて"鬼"に改造される。
冥王を殺すべく現れた巽の前に立ちはだかるが、赤ん坊の泣き声で過去の記憶を取り戻し、巽と共に教団の鬼部隊と戦う。しかし、脳内に仕掛けられた超小型爆弾で脳髄を破壊され、脳死状態となる。しかし、鬼の生命力を持つ大門は巽を救うべく動き続け、室井博士に巽を託した後、絶命する。
6歳の時に生き別れた妹を探すため、公安調査官となった。幼いころに両親を亡くした後、超能力を持つ妹に目をつけた親戚や医者から逃げ続け、妹を託した神父にも裏切られた過去を持つ。

### ヤクザ
京極 醒児（きょうごく せいじ）
南極連合の若頭。剣術の達人で、平然と人を斬殺でき、気に入らないことがあれば子分でさえ容赦なく斬り殺す。
胃弱のため、しょっちゅう嘔吐している。
巽の持つ七星剣に執着し、重傷を負った巽と大門を追い、剣を奪う。しかし、巽にとどめを刺そうとしたところ、乗っていた車が大門により崖下に落とされる。助けも呼べない山奥に転落し、車体に左足を挟まれて動けなくなったため、自ら足を切断して脱出。以後、左足は義足になる。
冥王が自分の子を作るべく弓香を襲おうとしたため、六道教団と袂を分かつ。弓香を連れて教団から逃げるが、南極連合に裏切られ、瀕死の重傷を負う。その後、巽に鬼の血を輸血され、不死身の生命力を得る。巽と共闘するが、人質にされた舘数子を救出する際に、ガルシア弟との戦いで七星剣が折れ、逆に囚われの身となる。
最終回のラストで、救出に向かう巽に対して、弓香は京極の死の運命は変えられないと告げた。
舘 容介（たち ようすけ）
巽の兄貴分。背中に夜桜の彫り物をしている。「舘の黒ドス、巽の長ドス」と呼ばれる短刀の遣い手で、鞘と柄が黒塗りの短刀を愛用する。「人間万事 塞翁が馬」が口癖だった。
六道教団が、組の縄張り内で行方不明者が多数出ている事件と関わりがあると知り、また探索を頼んだ情報屋が殺されたため、その敵討ちのために教団に乗り込んだ後、惨殺死体となって発見される。
不治の病である「黒疽病」に罹かっていた。
田丸 文児（たまる ぶんじ）
関東駄留間組の組長。巽と舘の親分。任侠道を貫く親分だったが、舘を失い弱体化した組を存続させるため、抗争を繰り返してきた北点連合の傘下に入るが、加盟の条件として巽を破門せざるを得なくなる。
花美 喜郎（はなみ よしろう）
北点連合の幹部。巽によって面子を潰されたことを恨み数子を誘拐するが、六道教団に送り込まれた鬼によって惨殺される。
大雪山（だいせつざん）
南極連合のヤクザ。元は小結まで行った力士。

### 六道教団
冥王（めいおう）
六道教団の教主。人間の脳髄を喰らうことで、寿命を伸ばし若返り続けている。
かつては舘と同じ房に収監されていた懲役囚で、当時ハカセと呼ばれていた。遺伝子操作による超人創造を目論んでおり、人間のクンダリーニを覚醒させることでそれを実現させた。
実年齢は106歳。その精子は特異なため、常人の卵子では受精できず子供は出来なかったが、養女の弓香ならば子供を作れる可能性があると知り、弓香を襲う。
最終回で、巽の体を念波で動けなくし、生きながら脳を喰らおうとするが、術を破った巽に首を斬り落とされて死ぬ。
六道 弓香（りくどう ゆみか）
冥王の養女。京極の恋人でもある。教団のエージェントで、セックスによるエクスタシーの最中に未来を読むことが出来る超能力者。秘めた能力は非常に大きいが、本人もその全貌を把握しきっていない。
本名は大門由美（だいもん ゆみ）。大門小鉄の生き別れの妹である。
京極と共に六道教団を去った後、巽の体に流れる大門の血に呼応し、以後、巽を兄と呼ぶようになる。
六道教団からの追手から逃れる中、黒疽病に罹っていることが発覚する。また、京極の子を妊娠していることも判明し、これにより冥王が己の後継ぎを得ようとする目論見は完全に潰える。
村瀬（むらせ）
北関東刑務所の所長。六道教団の信者で、その特権を利用して何人もの屈強な囚人を「鬼」を生み出すための実験体として六道教団に送り込んでいた。
香月 蓮司（こうげつ れんじ）
鬼部隊の隊長。ナイフの遣い手。「人間万事 塞翁が馬」が口癖。
その正体は、死んだと思われていた舘容介。舘は発病すれば確実に死ぬ「黒疽病」に罹患しており、死期の決まった己の生を全うするために、任侠道を貫き、最期は邪悪な冥王を道連れに死ぬことを望んでいた。しかし、強靭な生命力を持った鬼の体に脳を移植すれば助かると告げられ、冥王殺害を断念。
手術後は、自分は死んだことにして新たな顔と名前を得て冥王の配下となり、クーデター計画の尖兵となる。再会した巽に全てを告白し、己の覇道を妨げる敵となった巽を殺そうとするが、振り下ろしたナイフの刃ごと流星剣で切断され死亡する。
ガルシア兄
鬼部隊最強のガルシアブラザーズの兄。弓香を奪還し、巽と京極を抹殺する命を受ける。全身の筋肉の収縮と弛緩で皮膚の硬度を自在に操り、スポンジのように柔らかくすることも鋼鉄のように硬くすることも出来る。舌なめずりする癖を狙われて舌を切断され、噴出した血液で喉を詰まらせて、窒息死する。
ガルシア弟
鬼部隊最強のガルシアブラザーズの弟。兄と同様、皮膚の硬度を自在に変化させ、刀をも弾く。
最終話のラストは、人質となった京極を救いに来た巽が、ガルシア弟に斬りかかるシーンが描かれて終わることになる。

### その他
タオ
七星剣を保管するトンビ。口笛の合図と共に巽のいる場所に現れ、上空から剣を落として巽に渡す役目を負っている。
舘 数子（たち かずこ）
舘容介の妻。22歳。普段はスナックのママをしている。背中に大日如来の彫り物をしている。料理の腕はかなり下手。
巽が片思いしており、また数子も巽に惚れていた。
丹部 桐三郎（たんべ きりさぶろう）
彫桐（ほりきり）と呼ばれる彫師の3代目。58歳。舘数子の父親。
室井博士（むろいはかせ）
公安調査局の仕事をしていた時に大門と知り合った初老の男性。現在は北関東のはずれに暮らしている。医師の心得があり、瀕死の巽の手当をし、大門の血を輸血した。
マダム
古美術商を営む女性。巽を気に入っており、七星剣や流星剣を無償で貸与している。

## 用語
六道教団（りくどうきょうだん）
冥王を教主とする新興宗教。荒廃した北関東に拠点を持ち、冥王の術や薬品による人心操作で信者を増やす。
由美が事前に予知した暴動を利用して、教団に敵対する人物を抹殺し、さらに暴動を鎮圧することで信者をさらに増やし勢力を拡大した。
鬼（おに）
冥王によりその力を覚醒させられた、不死身の兵士。その生命力は人間離れしており、首を切断されても心臓を失っても動き続ける。
冥王の術でクンダリーニを覚醒させ、チャクラを開かせることで生み出される。鬼になれるかどうかはその者の体質により、拒否反応を示した者は覚醒できずに死亡する。
鬼に覚醒させるための「行（ぎょう）」に途中で脱落した者は、殺されてその脳髄は冥王の食事に供される。
鬼の血を輸血された人間は、鬼の生命力をその身に宿すことになる。
226プロジェクト
六道教団によるクーデター計画。陸上自衛隊の一部の将校と、警察官僚の有志、暴力団3団体と手を組み、日本を乗っ取る計画。
自衛隊と機動隊の有志が決起して国会とマスコミを抑え、六道教団が市民を抑える。その影で鬼部隊が本州各地の原発を乗っ取り、その中で前年の事故以来、教団の管理下にある北関東原発だけはメルトダウンさせる。原発を人質にし、クーデター軍は国家を手中にし、諸外国にとっても脅威となるような政権を樹立する。北関東をスケープゴートにすることで、帝国日本を再建するというのが、クーデター計画の全容。そのために放射能で汚染された北関東の住民が全滅することも厭わない計画である。
冥王の真の意図は、原発をメルトダウンさせた後、放射能により細胞をさらに強靭なものにした鬼達によって、北関東の全てを教団が掌握することである。
弓香が超能力を開放し、教団本部ごと鬼を全滅させたことで、計画は頓挫する。
南極連合（なんきょくれんごう）
広域暴力団。六道教団と手を結び、クーデター計画に参画する。
北点連合（ほくてんれんごう）
広域暴力団。北関東で南極連合と並ぶ大組織。暴動に際して、事故に見せかけて幹部を何人も殺され、解散することになった。
七星剣
戦乱の世にあっては覇者として天下を盗ると言われ、暗黒の世には一条の光を灯すと言われた剣相秘伝の妖刀。刃文に7つの星が浮かんでいる。
当初は、古美術商のマダムから借り受けた巽が使用していたが、奪われて以後、京極の愛刀となる。
流星剣
大塚喜照という刀鍛冶が隕石を鍛えて作った遺作。魂を吸い取られるように、作り上げてすぐ死んだという曰くつきで、切れ味は抜群だが異端視されて値段がつかない逸品。その刀身は、見た目以上に重い。
物干竿
京極の愛刀。名前の通り、刀身の長い刀。鬼となった大門を斬った際に折れる。
黒疽病（こくそびょう）
「二千日病」とも呼ばれる不治の病。首から下の全身の血管壁に腫瘍が付着し、腫瘍が飽和状態に達すると瞬間的に母体は死に至る。発病後、2000日で確実に死ぬ奇病。

## 単行本
秋田書店からヤングチャンピオンコミックスとして発売。全3巻。
1. ISBN 4-253-14366-0
2. ISBN 4-253-14367-9
3. ISBN 4-253-14368-7